# 전기 통신

전기통신(電氣通信, 영어: telecommunication 텔레코뮤니케이션[*])은 전기적 방법으로 문자, 음성, 영상 등의 정보를 전하는 통신이다. 전기통신의 영단어 telecommunications는 원거리 통신을 의미하며 이는 대면 커뮤니케이션에 버금가는 즉각성으로 정보를 전달하는 것이다. 따라서 우편물, 공압관 등 느린 통신 기술은 정의에서 제외된다. 연기 신호, 비컨, 신호기 전신, 신호 깃발, 광학 회광통신에서부터 전자기 신호를 전달하기 위해 만들어진 전선과 빈 공간에 이르기까지 역사 전반에 걸쳐 많은 전송 매체가 통신에 사용되었다. 이러한 전송 경로는 다중화를 위해 통신 채널로 분할될 수 있으므로 단일 매체가 여러 동시 통신 세션을 전송할 수 있다. 현대 이전의 여러 장거리 통신 방법은 암호화된 북소리, 나팔 소리, 휘파람 소리와 같은 소리를 사용했다. 20세기와 21세기에 발명된 원거리 기술은 일반적으로 전력을 사용하며 전신, 전화, 텔레비전, 라디오 등이 있다.
초기 통신망은 금속 와이어를 신호 전송 매체로 사용했다. 이러한 네트워크는 수십 년 동안 전신 및 전화 통신에 사용되었다. 20세기 첫 10년 동안 무선 통신의 혁명은 1909년 노벨 물리학상을 수상한 굴리엘모 마르코니(Guglielmo Marconi)의 무선 통신 혁신을 비롯한 획기적인 발전으로 시작되었다. 전기 및 전자 통신 분야의 다른 초기 개척자에는 전신의 공동 발명가인 찰스 휘트스톤과 사무엘 모스, 안토니오 메우치와 알렉산더 그레이엄 벨을 포함한 수많은 전화 발명가 및 개발자, 라디오 발명가 에드윈 암스트롱 등이 있다.
1960년대 이후 디지털 기술의 확산으로 인해 음성 통신은 점차 데이터로 보완되었다. 금속 매체의 물리적 한계로 인해 광섬유가 개발되었다. 특정 매체와 독립적인 기술인 인터넷은 개별 사용자에게 전 세계적으로 서비스에 대한 액세스를 제공하고 통신에 대한 위치 및 시간 제한을 더욱 줄였다.

## 주 개념

### 기본 요소
전기 통신 시스템은 다음과 같이 3 가지 기본 요소를 가지고 있다:
- 송신기: 정보를 받아 신호로 변환한다.
- 전달 매개체: 신호를 전달한다.
- 수신기: 신호를 받아 사용할 수 있는 정보로 변환한다.

이를테면, 라디오 방송의 경우 방송탑이 송신기이다. 자유 공간은 전달 매개체이고, 라디오는 수신기이다. 전자 통신 시스템은 두 가지 방향으로 향하며, 단일 장치는 송신기와 수신기, 곧 "무선 전화기"로 동작한다. 이를테면, 휴대 전화는 무선 전화기이다.
전화선 위를 거치는 전자 통신은 점대점 통신이라고 불린다. 그 까닭은 전달자와 수신자 사이에 위치해 있기 때문이다. 라디오 방송을 통하는 전자 통신은 방송 통신이라고 불린다. 그 까닭은 강력한 수신자와 수많은 수신자 사이에 위치해 있기 때문이다.

#### 아날로그 또는 디지털
신호는 아날로그 방식을 사용하거나 디지털 방식을 사용할 수 있다. 아날로그 신호는 정보의 측면에서 연속적으로 변화한다. 디지털 신호의 경우, 정보는 구별된 값의 모임으로 인코딩된다. (이를테면, 0과 1) 정보가 전송하는 동안, 아날로그 신호 안에 포함된 정보는 노이즈에 의해 영향을 받을 수 있다. 반면, 디지털 신호에 포함된 정보는 신호가 특정한 문턱을 초과하지만 않는다면 손상이 되지 않는다. 이것은 노이즈 측면에서 아날로그 신호에 비해 디지털 신호가 우위에 있다는 것을 말해 준다.

#### 네트워크
서로 통신할 수 있는 송신기, 수신기, 무선 전화기의 모임은 네트워크로 알려져 있다. 디지털 네트워크는 하나 이상의 라우터를 포함하여 정보를 올바른 사용자에게 전달한다. 아날로그 네트워크는 하나 이상의 스위치를 포함하여 두 명 이상의 사용자들 사이의 연결을 제공한다. 두 종류의 네트워크에서, 리피터(repeater)는 먼 거리에서 전송을 시도할 때 신호를 증폭하거나 다시 만들어 내는 데에 필수적이다. 노이즈(noise)에 의해 신호가 분명해지지 않게 되어 증폭이 약화되는 것을 막기 위함이다.

#### 채널
채널은 전송 매개체가 나뉜 것으로, 여러 개의 정보 스트림을 보내는 데 사용된다. 이를테면, 라디오 기지국은 96.1 MHz로 방송할 수 있는 반면, 다른 라디오 기지국은 94.5 MHz로 방송할 수 있다고 하자. 이 경우, 매개체는 주파수로 나뉘게 되고, 각 채널은 각 주파수를 수신하여 방송하게 된다. 각 채널을 할당하여 방송되는 세그먼트(segment)를 반환할 수 있는데 이를 시분할 다중 송신이라고 하며, 가끔 디지털 통신에 사용된다.

#### 변조
정보를 전달하는 신호의 모양을 변조(modulation)라고 한다. 변조는 디지털 메시지를 아날로그 형태로 나타내는 데에 쓰인다. 이것은 키잉이라고 알려져 있는데, 키잉 기술이 몇 가지 존재한다. (위상 이동 키잉(PSK), 주파수 이동 키잉(FSK), 진폭 이동 키잉(ASK)) 이를테면, 블루투스는 위상 이동 키잉을 사용하여 장치들 사이에서 정보를 주고 받는다.
변조는 또한 아날로그 신호의 정보를 더 높은 주파수로 전달하는 데에 사용하기도 한다. 낮은 주파수의 아날로그 신호가 효과적으로 전달되지 못할 때 도움이 된다. 그러므로 전송에 앞서 낮은 주파수의 아날로그 신호의 정보는 더 높은 주파수 위에서 세기가 강화되며, 이를 반송파라고 한다. 이것을 수행할 수 있도록 하는 다른 변조 계획이 몇가지 존재한다. (두 가지 기본적인 것을 예를 들면, 진폭 변조, 주파수 변조가 있다.).

## 법적 정의
대한민국 법령에서는 "전기통신"이라는 용어가 공식적으로 사용된다. 전기통신기본법에서 전기통신(電氣通信)이란 유선·무선·광선 및 기타의 전자적 방식에 의하여 부호·문언·음향 또는 영상을 송신하거나 수신하는 것을 말한다.(법 제2조 제1호)

## 참조
1. 1 2  Haykin, Simon (2001년). 《Communication Systems》 4판. John Wiley & Sons. pp 1-3쪽. ISBN 0-471-17869-1.
2. ↑  Ambardar, Ashok (1999년). 《Analog and Digital Signal Processing》 2판. Brooks/Cole Publishing Company. pp 1-2쪽. ISBN 0-534-95409-X.
3. 1 2  ATIS Telecom Glossary 2000 보관됨 2008-03-02 - 웨이백 머신, ATIS Committee T1A1 Performance and Signal Processing (approved by the American National Standards Institute), 28 February, 2001.
4. ↑  Haykin, pp 344-403.
5. ↑  Bluetooth Specification Version 2.0 + EDR 보관됨 2014-08-14 - 웨이백 머신 (p 27), Bluetooth, 2004.
6. ↑  Haykin, pp 88-126.

## 같이 보기
- 정보이론
- 라디오
- 전화
- 텔레비전